# 미션 이스탄불 5: 더 파이널
《미션 이스탄불 5: 더 파이널》(독일어: Tatort: Fegefeuer)은 2019년 1월 3일 대한민국에서 개봉한 독일의 액션, 범죄 영화이다. 타트오르트의 970편에 해당한다.

## 출연
- 틸 슈바이거 - 닉 역
- 파리 야르딤 - 얄친 귀머 역
- 루나 슈바이거 - 레니 칠러 역